# Palauinseln
Die zum namensgebenden Inselstaat Palau gehörenden Palauinseln, früher auch Pelew-Inseln, sind die westlichste Inselgruppe im Archipel der Karolinen und liegen im Pazifischen Ozean zwischen etwa 6°30′ und 8°30′ nördlicher Breite und zwischen etwa 134° und 135° östlicher Länge, etwa 880 km östlich der Philippinen und etwa 430 km südwestlich der zu den Föderierten Staaten von Mikronesien gehörenden Yap-Inseln.

## Geographie
Die Palauinseln bestehen aus über 300 teils sehr kleinen Inseln, von denen nur wenige bewohnt sind. Die mit 328 Quadratkilometern Fläche größte Insel ist Babeldaob. Mit Ausnahme des Kayangel-Atolls im Norden und der Insel Angaur im Süden werden sämtliche der Palauinseln von einem dichten, allerdings an mehreren Stellen unterbrochenen Korallenriff umfasst.

## Einzelnachweise

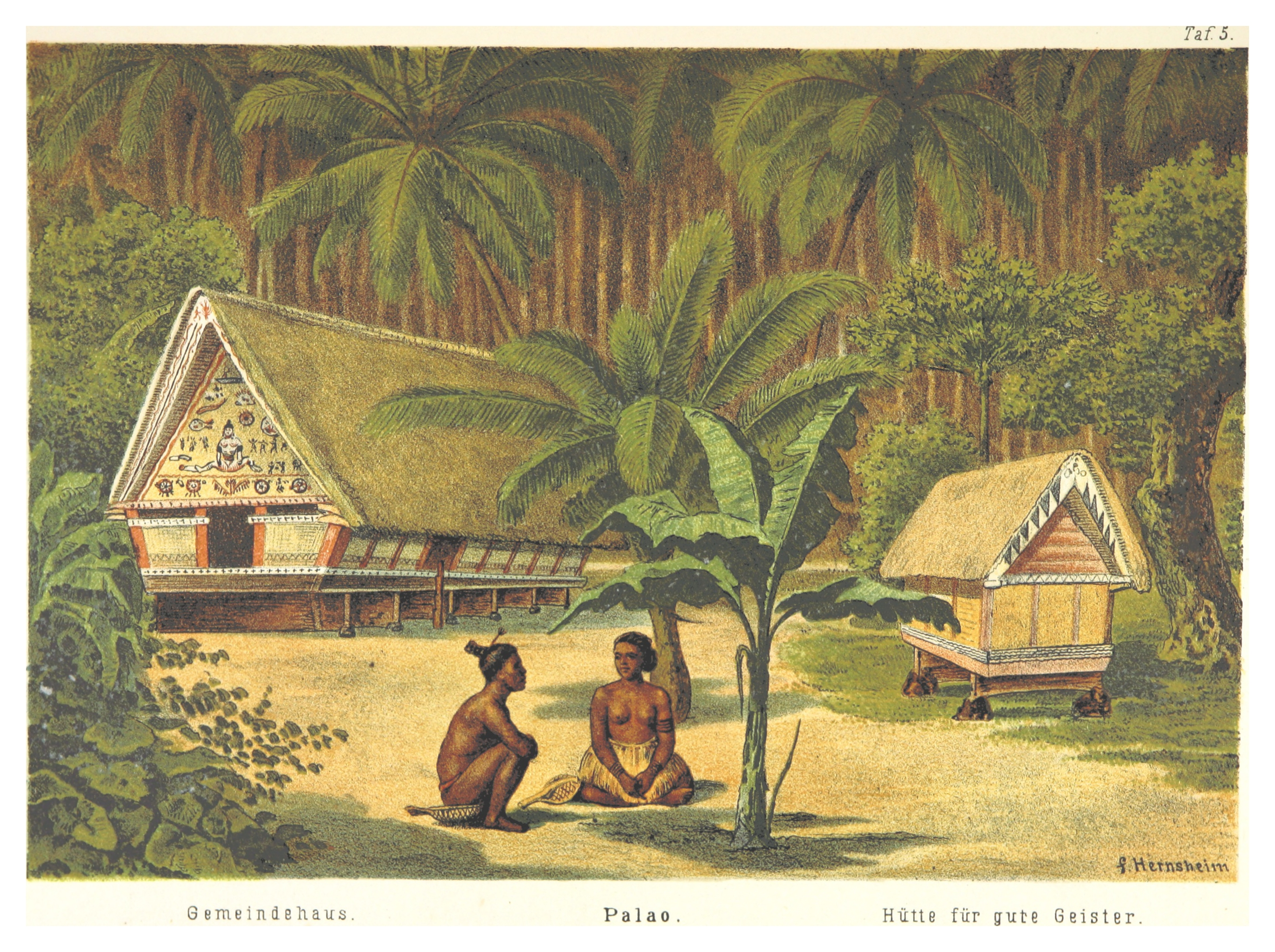
Franz Hernsheim (erster deutscher Konsul und Freizeitmaler):
Palao (um 1880)

## Geschichte
Die Inselgruppe wurde 1543 vom spanischen Entdecker Ruy López de Villalobos gesichtet und ursprünglich Arrecifos genannt. 1899 kolonialisierten die Spanier die Inseln und verkauften sie später nach ihrer Niederlage im Spanisch-Amerikanischen Krieg an das Deutsche Reich (→ Deutsch-Spanischer Vertrag 1899). Im Ersten Weltkrieg wurden die Inseln von Japan besetzt. Die Stadt Koror auf der gleichnamigen Insel wurde Regierungssitz des Japanischen Südseemandates. Im Zweiten Weltkrieg waren die südlichen Palauinseln 1944 Schauplatz einer Schlacht zwischen Japanern und Amerikanern. Dabei war insbesondere die Insel Peleliu schwer umkämpft. Seit 1994 bilden die Paulauinseln gemeinsam mit einigen weit abgelegenen Inselchen südwestlich der Hauptgruppe den unabhängigen Inselstaat Palau.